# Alopatrická speciace

Jednoduché schéma alopatrické speciace vikariantní

Jednoduché schéma alopatrické speciace peripatrické

Alopatrická speciace (z řeckého ἄλλος = další + πατρίς = otčina) je zřejmě nejrozšířenějším typem speciace. Probíhá, pokud jsou populace příslušného druhu vzájemně izolovány geografickými bariérami.

## Charakteristika
Alopatrické speciace lze dělit na základě velikosti izolovaných populací na speciace vikariantní a peripatrické:
1. vikariantní nebo také dichopatrická speciace nastává tehdy, když je původní populace rozdělena geografickou bariérou na dvě srovnatelně velké subpopulace
2. peripatrická speciace označuje situaci, kdy se od mateřské populace oddělí velmi malá subpopulace, která se následně nezávisle vyvíjí na izolovaném stanovišti, například na ostrově.

Alopatrie populací není vymezována geografickou vzdáleností mezi populacemi, ale omezením pohybu jedinců, či spíše jejich gamet. U některých druhů tak mohou představovat příslušnou geografickou bariéru například pohoří, řeky či pevninské šíje (u vodních organismů), jiné populace mohou být izolovány už mikrogeograficky, například shluky vhodného přirozeného prostředí v jedné malé oblasti.

## Důsledky
Alopatrická speciace je postavena na přerušení genového toku mezi jednotlivými populacemi. V nich se následně hromadí genetické změny v důsledku náhodných mutací, genetického driftu (stochastický posun ve frekvencích jednotlivých alel) či přirozeného výběru a dochází ke vzniku reprodukčních bariér, jež brání jejich opětovnému křížení. Celý tento proces probíhá většinou v delším časovém horizontu, ačkoli může být urychlován například prostřednictvím pohlavního výběru.
Peripatrické speciace zřejmě vedou ke vzniku fenotypově odlišnějších druhů ve srovnání se speciacemi vikariantními. Jedním z důvodů může být to, že pokud peripatrické subpopulace kolonizují okrajové části areálů rozšíření mateřských druhů, často zde na ně působí odlišné selekční tlaky; naproti tomu při speciaci vikariantní mohou na obě subpopulace častěji působit selekční tlaky podobného rázu, díky čemuž je pravděpodobnější vznik fenotypově podobných druhů – často druhových komplexů. Hlavní důvod tohoto fenoménu je však přikládán tomu, že peripatrická subpopulace si s sebou přináší pouze omezený vzorek genofondu mateřské populace (tzv. efekt zakladatele). Následný vliv stochastických procesů, jako je genetický drift, způsobí, že se dramaticky změní genetické pozadí, z něhož přirozený výběr selektuje, a je tak umožněna rychlejší speciace ve srovnání s většími populacemi. Autorem tohoto konceptu je Ernst Mayr, jenž jej podpořil výzkumem ledňáčků z ostrovů poblíž Nové Guineje, kteří zde vytvořili několik odlišných endemitních druhů, ačkoli životní podmínky na ostrovech byly podobné. Tato populární Mayrova myšlenka však sklidila rovněž kritiku z teoretického hlediska, protože podobnost jím zmiňovaných ostrovů byla pouze zdánlivá, a ostrovy se ve skutečnosti svými abiotickými a biotickými podmínkami různily.
Pokud dojde k sekundárnímu kontaktu obou druhů, jeho výsledek závisí na úrovni vzniknuvších reprodukčně izolačních mechanismů. V případě silných reprodukčně izolačních mechanismů mohou vedle sebe populace přežívat sympatricky, aniž by se navzájem křížily. Velké množství sesterských druhů, které dnes žijí sympatricky, zřejmě nevzniklo sympatrickou speciací, ale právě alopatrií a následným sekundárním kontaktem. V některých případech vedle sebe druhy koexistovat v důsledku konkurence nemohou, a tak je jeden druh vytlačen svým konkurentem.
Jestliže reprodukční bariéra mezi druhy není kompletní, může dojít k opětovnému splynutí populací, anebo ke vzniku hybridní zóny. Alely obou druhů se mohou následně mísit (genová introgrese), přičemž přirozený výběr může podporovat diferenciaci u některých částí genomu, ale jiné části genomu mohou homogenizovat. Pokud hybridní potomstvo obou druhů vykazuje nízkou biologickou zdatnost, může dojít ke třetí možnosti, a sice k posílení prezygotických reprodukčních bariér prostřednictvím přirozeného výběru. Jde o tzv. Wallaceův efekt neboli evoluční zesílení (reinforcement). Celý model se pak označuje jako aloparapatrická speciace.